# Серидо-Ориентал-Параибану (микрорегион)

Серидо-Ориентал-Параибану на карте.

Серидо-Ориентал-Параибану (порт. Microrregião do Seridó Oriental Paraibano) — микрорегион в Бразилии, входит в штат Параиба. Составная часть мезорегиона Борборема. Население составляет 	73 896	 человек (на 2010 год). Площадь — 	2604,822	 км². Плотность населения — 	28,37	 чел./км².

## Демография
Согласно сведениям, собранным в ходе переписи 2010 г. Национальным институтом географии и статистики (IBGE), население микрорегиона составляет:						
| Полное население                             | Полное население                             | Полное население                             | Полное население                             | 73 896 |
| -------------------------------------------- | -------------------------------------------- | -------------------------------------------- | -------------------------------------------- | ------ |
| в том числе:                                 | Городское население                          | 42 904                                       | Процент городского населения, %              | 58,06  |
|                                              | Сельское население                           | 30 992                                       | Процент сельского населения, %               | 41,94  |
|                                              | Мужское население                            | 36 914                                       | Процент мужского населения, %                | 49,95  |
|                                              | Женское население                            | 36 982                                       | Процент женского населения, %                | 50,05  |
| Плотность населения, чел/км²                 | Плотность населения, чел/км²                 | Плотность населения, чел/км²                 | Плотность населения, чел/км²                 | 28,37  |
| Население микрорегиона в % к населению штата | Население микрорегиона в % к населению штата | Население микрорегиона в % к населению штата | Население микрорегиона в % к населению штата | 1,96   |

## Статистика
- Валовой внутренний продукт на 2003 год составляет 134 725 930,00 реалов (данные: Бразильский институт географии и статистики).
- Валовой внутренний продукт на душу населения на 2003 год составляет 1949,27 реалов (данные: Бразильский институт географии и статистики).
- Индекс развития человеческого потенциала на 2000 год составляет 0,592 (данные: Программа развития ООН).

## Состав микрорегиона
В составе микрорегиона включены следующие муниципалитеты:
1. Барауна
2. Кубати
3. Фрей-Мартинью
4. Жуазейринью
5. Нова-Палмейра
6. Педра-Лаврада
7. Пикуи
8. Серидо
9. Тенориу